# Mitrailleuse Vickers

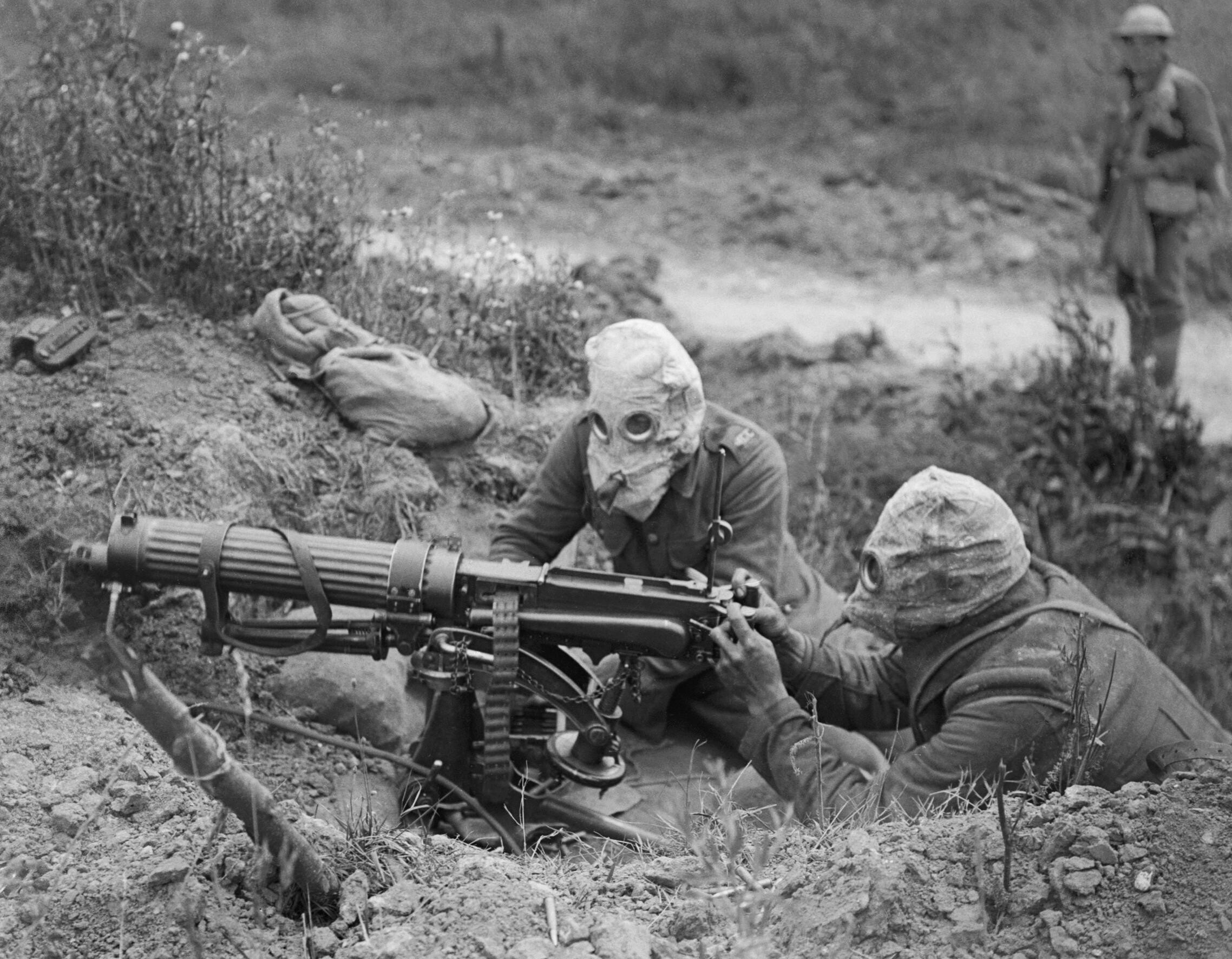
Une mitrailleuse britannique Vickers pendant le premier conflit mondial

La mitrailleuse Vickers est une variante britannique de la mitrailleuse Maxim. Elle fut intensivement utilisée par la British Army, la Royal Air Force et la Royal Navy. 
La mitrailleuse lourde Vickers est une version de la mitrailleuse Vickers, en calibre .50 (12,7 × 81 mm)

## Présentation
Elle entre en service en 1912.
C'est une version allégée de la Maxim 1891 qui fit ses preuves en 1893 en Afrique du Sud, lorsque cinquante soldats et quatre Maxims tinrent en respect cinq mille guerriers Matabélés. Elle utilise l'énergie du recul consécutive au tir pour éjecter l'étui et chambrer une nouvelle cartouche. L'arme tire alors tant que la détente n'est pas relâchée par le servant, qu'aucun incident ne survient et que des munitions sont disponibles. Elle est refroidie par eau. Son radiateur est rainuré dans le sens de la longueur.
| Modèle               | Munition     | Cadence de tir théorique | Longueur | Canon   | Masse avec l'eau | Masse de l'affût | Alimentation                                 |
| -------------------- | ------------ | ------------------------ | -------- | ------- | ---------------- | ---------------- | -------------------------------------------- |
| Mark I               | .303 British | 500 coups/min            | 115,5 cm | 72,3 cm | 18,1 kg          | 31,5 kg          | Bandes souples ou métalliques 250 cartouches |
| Mark II              | .303 British | 500 coups/min            | 115,5 cm | 72,3 cm | 14,1 kg          | 31,5 kg          | Bandes souples ou métalliques 250 cartouches |
| Mark II/IV/V (Chars) | .50 Vickers  | 400-700 coups/min        | 122 cm   | 78,8 cm | 29,5 kg          | 31,5 kg          | Bandes souples ou métalliques 100 cartouches |

## Variantes
Des variantes pouvaient utiliser des munitions variées tel le 8 mm Lebel.
- Mitrailleuses d'infanterie
  - Mark 1 : modèle d'origine
  - Mark 2 : modèle allégé
- Mitrailleuses d'aviation
  - Mark 2/3/5 en .303 Presque 3 700 utilisé par des avions français[1]
  - Mark 3 en .50 (Royal Navy)
- Mitrailleuses de chars
  - Mark I : Prototype
  - Mark 2/4/5 en .50

## Diffusion
Cette mitrailleuse est produite par la firme Vickers à partir de 1912 (année de son adoption). Elle reste en service jusqu'en 1968. Ses différentes versions furent également réglementaires dans les forces armées des pays suivants :
- Afrique du Sud
- Empire allemand/ Reich allemand (armes de prise)
- Argentine
- Australie
- Autriche
- Belgique
- Bolivie
- Brésil
- Canada
- Chili
- République de Chine (avant 1949)
- Danemark
- République dominicaine
- Égypte
- Équateur
- Espagne
- Estonie
- États-Unis
- Éthiopie
- Finlande
- France
- Grèce
- Hong Kong
- Hongrie
- Inde
- Indonésie
- Perse devenue  Iran
- Irak
- Irlande
- Israël
- Italie
- Japon
- Lettonie
- Lituanie
- Mexique
- Népal
- Norvège
- Nouvelle-Zélande
- Pakistan
- Pays-Bas
- Pérou
- Pologne
- Portugal
- Roumanie
- Russie impériale
- Salvador
- Suède
- Thaïlande
- Empire ottoman devenue  Turquie
- Venezuela
- Yougoslavie

## Engagements
Elle servit notamment durant la Première et la Seconde Guerre mondiale ainsi que nombre d'autres conflits tels les guerres du Chaco et de Corée ainsi que pendant la crise de Suez et la crise congolaise.

## Dans la culture populaire
- Elle est notamment citée par Johnny Knoxville dans le film Le Dernier Rempart.
- Dans le film Les Oies Sauvages, une Vickers prise à l'ennemi assure un appui feu pendant l'évacuation du contingent de mercenaires dans un DC-3 Dakota.